# Hugo Liehm
Hugo Liehm (1. dubna 1879 Žlutice – 1958 Bad Reichenhall) byl československý politik německé národnosti, člen Německé nacionální strany, senátor Národního shromáždění ČSR za Sudetoněmeckou stranu (SdP) a pak člen NSDAP.

## Biografie
Ve 20. letech byl starostou Žlutic. V srpnu 1933 byl spolu se dvěma svými náměstky odvolán z funkce pro politickou činnost prováděnou v rámci Německé nacionální strany, proti které československé úřady zakročily. Podle jiného údaje byl starostou města od roku 1926 až do roku 1935.
Byl aktivní v turnerském tělovýchovném a národoveckém hnutí a byl předsedou turnerské župy Egerland. Byl napojen na okruh spolku Kameradschaftsbund, který později inspiroval lidi okolo Konrada Henleina k založení Sudetoněmecké strany. Původně ale byl členem Německé nacionální strany.
Profesí byl dle údajů k roku 1935 továrníkem a obchodníkem ve Žluticích. Provozoval továrnu na klarinety.
V parlamentních volbách v roce 1935 získal za Sudetoněmeckou stranu senátorské křeslo v Národním shromáždění. V senátu setrval do října 1938, kdy jeho mandát zanikl v důsledku změn hranic Československa. V září 1938 vedl delegaci Sudetských Němců z Žlutic k Runcimanově misi.
V roce 1945 byl zadržen československými úřady, ale ještě téhož roku propuštěn a vysídlen. Usadil se v Bavorsku, kde ve městě Bad Reichenhall založil opět továrnu na klarinety. Spoluzakládal Witikobund. V roce 1950 se stal čestným předsedou místní organizace Sudetoněmeckého krajanského sdružení.